# Kronenbrauerei Hardering

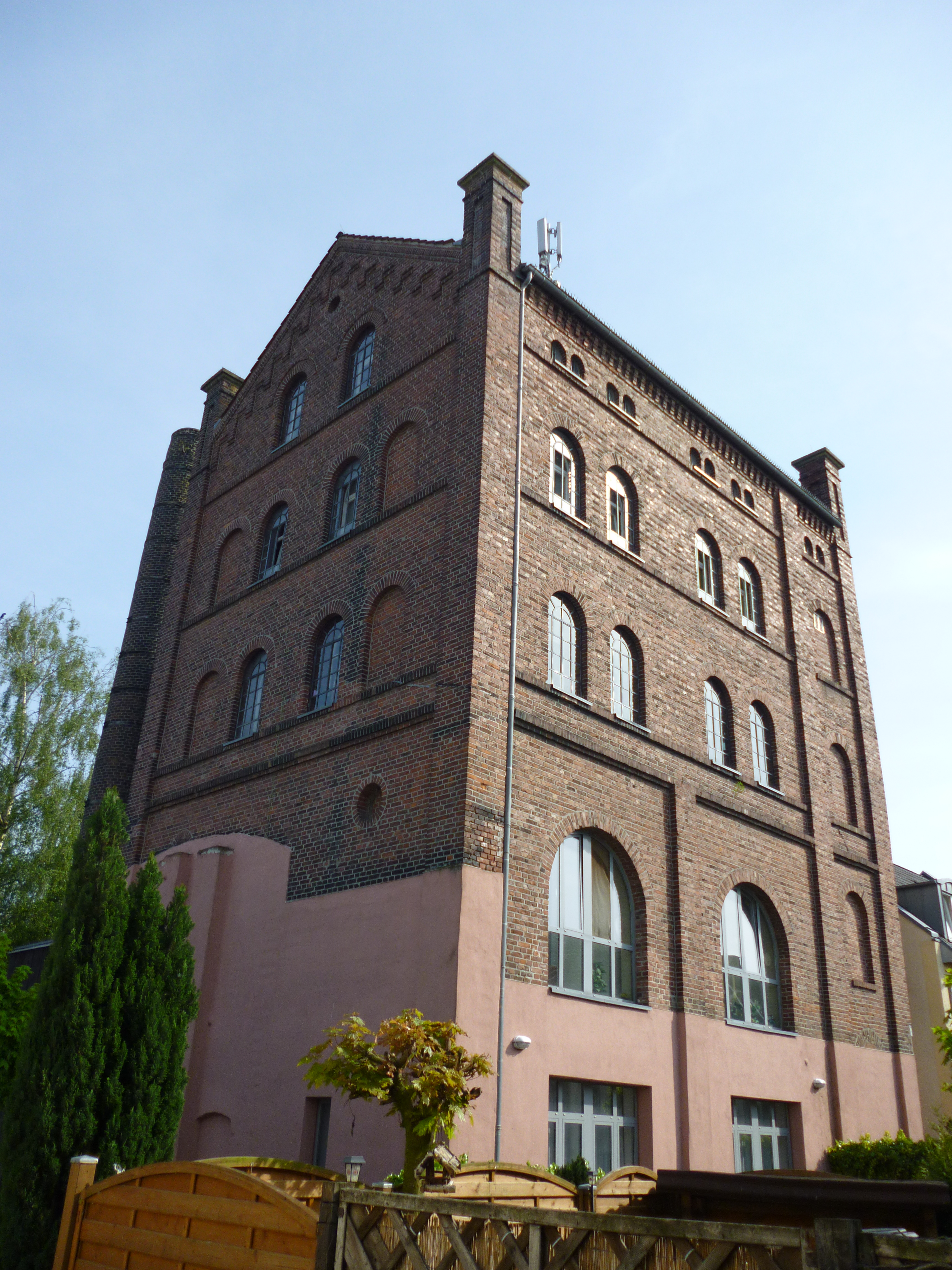
Kronenbrauerei Hardering

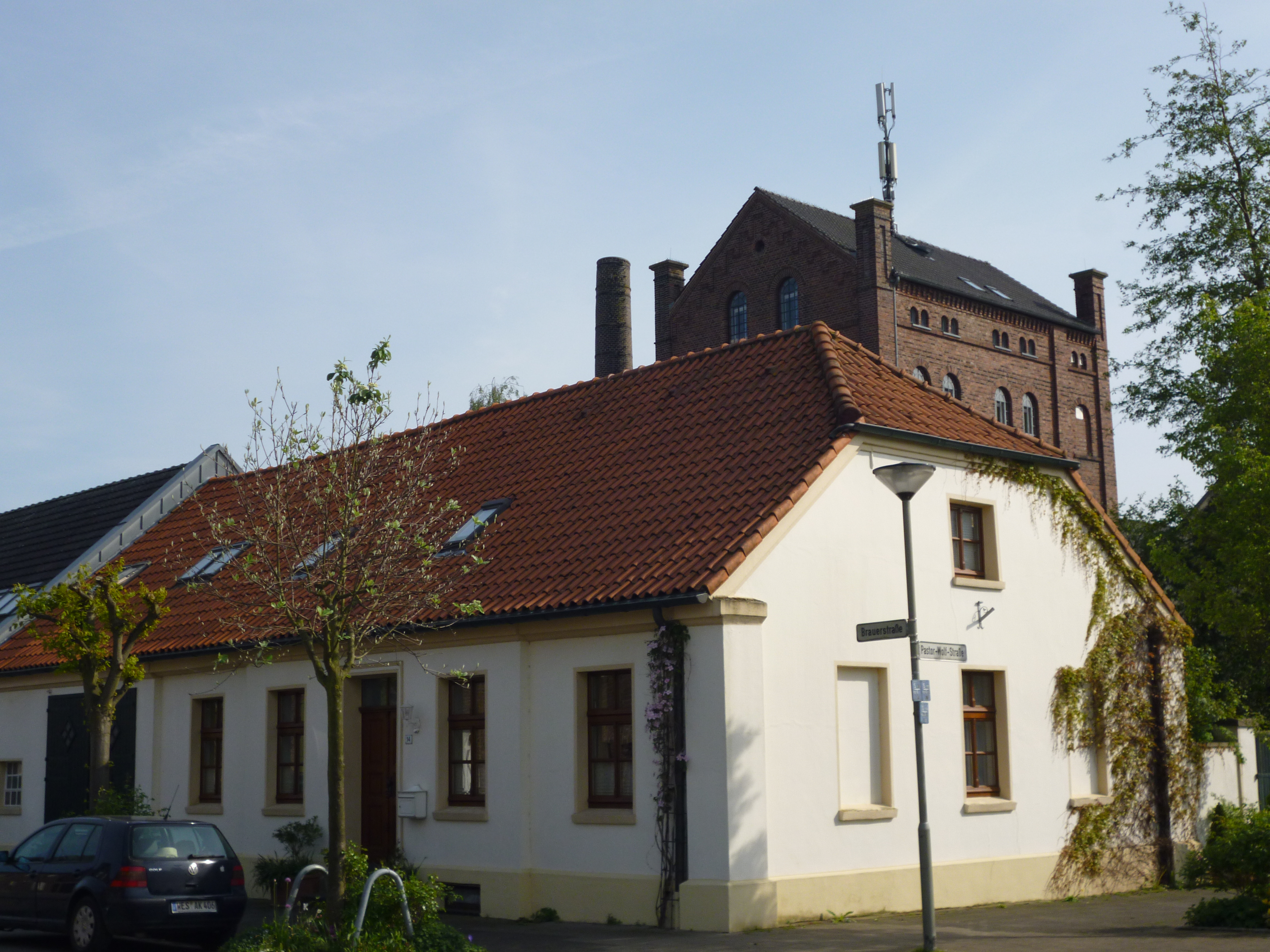
Kronenbrauerei Hardering

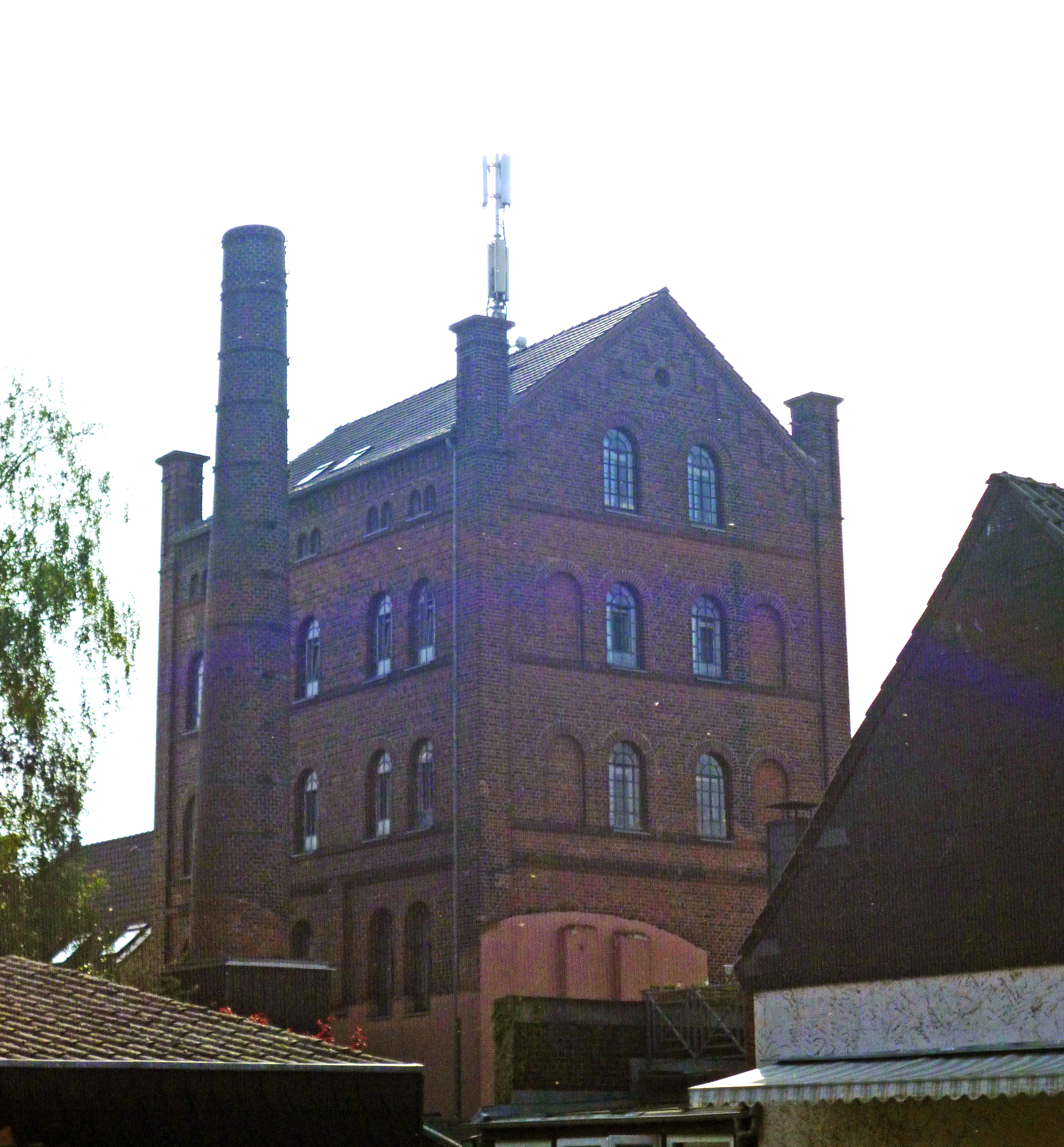
Kronenbrauerei Hardering

Die Kronenbrauerei war eine Brauerei in Büderich (Wesel) in Nordrhein-Westfalen.

## Geschichte
Zur Finanzierung des Ausbaus der Ortsbefestigung überließ der Graf Adolf I. von Kleve den Büderichern 1388 auf ewig das zweckgebundene Recht, in der Stadt Bier zu brauen, zu zapfen und darauf Steuern zu erheben („End soe wat dan affkoempt soelen sy by onsen rade vertymmeren aen verstinge ons(er) stat van Boederich“).
Die Kronenbrauerei wurde vermutlich im Jahre 1392 gegründet, bevor sie 1672 in den Besitz der Familie Hardering gelangte. 
Nach Untergang der alten Stadt Büderich errichtete Franz Langenberg d. Ä. nach Plänen von Otto von Gloeden zwischen 1815 und 1818 in Neu-Büderich neben Wohnhäusern für den Brauereibesitzer Hardering ein neues Brauereigebäude.
Peter Theodor Langenberg, Sohn des Maurermeisters Franz Langenberg d. Ä. und Schwager des Brauereibesitzers Friedrich Hardering, modernisierte die Brauerei. Friederich Hardering starb am 13. August 1871. Seine Witwe ließ 1877 die Brauerei unter Aufsicht des Kreisbaumeisters Bernhard Radhoffs erweitern.
Der Name der Brauerei wurde im Laufe der Zeit mehrmals geändert. Von 1813 bis 1913 hieß sie Kronenbrauerei Wenzeslaus Hardering, von 1913 bis zu ihrer Schließung im Jahr 1981 führte sie den Namen Kronenbrauerei Gebrüder Hardering, wobei die Rechtsform 1975 zur OHG und 1981 zur GmbH & Co. KG geändert wurde.
Das Wappen der Brauerei zeigte drei Kronen.
Die Gebäude der ehemaligen Brauerei werden heute zu Wohnzwecken genutzt.
Die Straßennamen Brauerstraße und Am Sudturm erinnern an die Brautradition, die am Perricher Weg von der Hausbrauerei Walter Bräu fortgesetzt wird.

## Sortiment
Neben Pils und Alt stellte die Kronenbrauerei Hardering auch Export, Malzbier und Maibock her.